# تاريخ المسيحية المبكرة

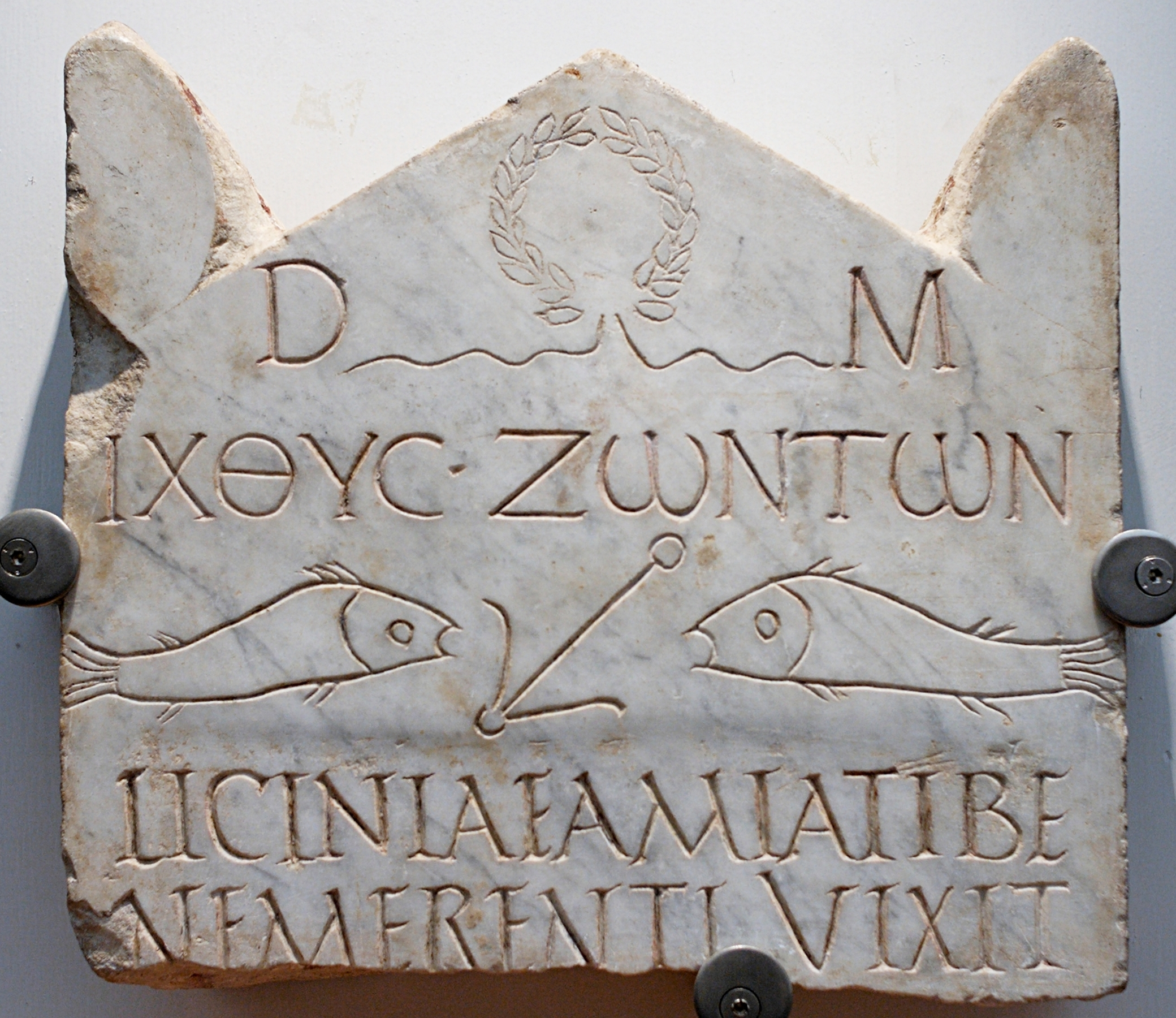
من أقدم المخطوطات المسيحية المكتسفة وتعود للقرن الثالث الميلادي. وهي عبارة عن شاهد رخامي لقبر ليسينيا أمياس موجود في مدافن الفاتيكان في روما.

تاريخ المسيحية المبكرة هي الأحداث التاريخية المؤثرة على الديانة المسيحية والتي حدثت في الفترة من ولادة المسيحية وحتى مجمع نيقية الأول في عام 325م.
الفترة الأولى هي فترة المسيحية اليهودية حيث كانت أفكار الرسل الإثني عشر الأولون تتمحور حول التحضير لنهاية العالم والحاجة لبناء هيكل الله مرة أخرى. بدأت هذه الفترة مع نشاطات الإرسالية الكبرى وهي فترة العصر الرسولي. لذلك، تعتبر أعمال الرسل مذهبا يهوديا جديدا. ومع نشر بولس الرسول الأفكار المسيحية خارج العالم اليهودي، وخلال القرنين التاليين، انقسم المسيحيون الأولون إلى قسمين: قسم يحافظ على يهودية الدعوة، والثاني دعوة عالمية لغير اليهود وبالأخص في الإمبراطورية الرومانية.
الفترة الثانية هي فترة مسيحية ما قبل نيقية (أي الفترة من العصر الرسولي وحتى مجمع نيقية المنعقد عام 325م). خلال هذه الفترة، ظهرت عوامل مختلفة قوية لكنها جامعة لم تكن موجودة مع الفترة الرسولية. من العوامل الجامعة هو النفور الشديد للقيم والمباديء والشعائر اليهودية. وخلال هذه الفترة، انتشرت الأفكار المسيحية في غرب أوروبا وحول حوض البحر الأبيض المتوسط وشمال أفريقيا والشرق.
يعتبر مجمع نيقية الأول، الذي فتح به قسطنطين الأول أبواب المسيحية في أوروبا، هو نهاية عصر المسيحية المبكر.

## البدايات

### أحداث ذات علاقة
في القرنين الأخيرين قبل المسيح، انتشرت فكرة ظهور المسيح الذي سيقود اليهود لإنشاء «ملكوت الله» في المناطق اليهودية بدلا من الحكام الغرباء الذين حكموا أرض اليهود. خلال هذه الفترة، قامت الثورة المكابية التي قاومت حكم السلوقيين. وبعد سقوط حكم السلالة الحشمونية، تحول الجهاد ضد الحكم الروماني في مناطق المقاطعة اليهودية والتي ظهرت مع فصائل الغيارة في العام 6م والتي كثرت بها المناوشات بين اليهود والرومان. كان اليهود في هذه الحقبة منقسمون إلى طوائف متنازعة فيما بينها. وكان من أهم الطوائف الفريسيين والصدوقيين والغيارة بالإضافة لطوائف أقل أهمية. ظهر في فترة القلائل هذه (ما بين 1 ق.م و 1 م)، قادة مشناه دينيون مؤثرون كثر مثل يوحنا بن زكاي وحنانيا بن دوسا.

### عصر المسيح
بحسب الإنجيل، تبداء فترة عصر المسيح من لحظة معموديته في نهر الأردن وحتى صلبه وامتدت ما بين سنة إلى ثلاث سنوات وهو في بداية الثلاثينيات من عمره. وتميزت هذه الفترة بالتبشير الطائفي بصحبة رسله المخلصون. وذكرت الأناجيل أن أسلوب المسيح التبشيري اعتمد على القصصية والاستعارة والرمزية والأمثال بالإضافة عظات مباشرة قليلة مثل خطبة الجبل. أدت تعاليمه وعجائبه المختلفة من شفاء الأمراض وإحياء الموتى إلى محاكمته من قبل الحكام الرومان في أرشليم، وذلك بدوافع من الكهنة اليهود، مما أدى إلى إعدامه صلبا. إلا أن قيامه من الموت بعد ثلاثة أيام انتشر بسرعة في أرشليم مما أدي لبذوغ عصر الرسل الذي ابتداء مع حلول روح القدس في الرسل مما دفهعم للتبشير بالـ«الخبر العظيم» منفذين توجيهات المسيح. يَعتبِر مُعظم علماء اللاهوت المسيحيون أنه كان لبطرس الرسول دور ريادي في هذه الفترة.

### العصر الرسولي
تعتبر الكنيسة المسيحية أن العصر الرسولي (من سنة 30م وحتى 100م) هو أساس الديانة المسيحية وبها دوَّن التلاميذ، الذين تواصلوا مباشرة مع المسيح، الكثير من أعماله ومواعظه مما أَنتج العهد الجديد ومجموعة كتب الآباء الرسل.
تلونت افكار المسيحية المبكرة بعقائد الإيمان الأخروي اليهودي. لذلك، توجه الرسل إلى المجموعات اليهودية المنتشرة حول حوض البحر الأبيض المتوسط ودعوا اليهود للاعتناق بالمباديء الجديدة. في أقل من عشر سنوات، نشر الرسل الرسالة المسيحية من أرشليم إلى انطاكية، افسس، كورنث، تسالونيكي، قبرص، كريت وروما. ذكر إنجيل أعمال الرسل عن قيام الرسل بتقديم المواعظ اليومية في المعابد والصلوات اليهودية في المنازل. كما دلت بعض الكتابات في الأناجيل الكنسية إلى إتباع الرسل للشعائر اليهودية مثل الصيام وتبجيل التوراة والاحتفال بالأعياد اليهودية.
في منتصف القرن الأول، بداء بولص الرسول بالتنشير بمباديء المسيحية بين العوام، أي الغير اليهود. تردد المسيحيون الإغريق الجدد في قبول الشعائر اليهودية وبخاصة الختان الذي يُعتبر في ثقافتهم عملا مشينا. تم مناقشة الختان في مجمع أرشليم الذي أقيم حوالي عام 50م حين طلب بولص، وسانده بطرس، لاعتبار الختان غير ضروري وعدم فرضه على العوام. قَبِل المجمع هذا الطلب إلا أنه فرض إتباع بقية الشعائر اليهودية. وهنا بداء التباعد بين بولص الرسول واليهودية ومازال التباعد يتصاعد إلى يومنا هذا. ومازال هناك الكثيرين الذين يمارسون الشعائر المسيحية اليهودية في الكنس لعدة قرون.

### الكنية
سمي الرسل بالمسيحيون لأول مرة في أنطاكية، وذلك بحسب أعمال الرسل سفر 11 عدد 26. لذلك، يمكن اعتبار أن كنية «المسيحية» كانت متداولة في عاصمة العالم الإغريقي في عام 49م. ومع انتشار التبشير في بلاد الروم الناطقة باللاتينية، انتشر استعمال الكنية بين سكانها. ويعتبر القديس اغناطيوس أول من سمى نفسه بالمسيحي باللغة اللاتينية (Χριστιανισμός) ودونه في كتاباته عام 100م.

### المسيحية واليهودية

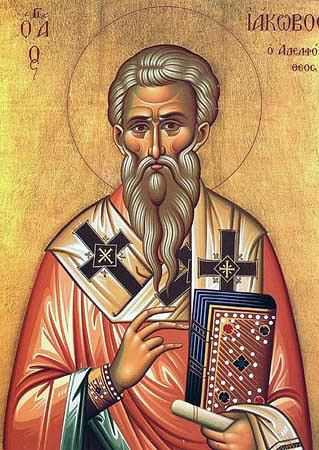
يعقوب البار الذي عاش حوالي عام 50م.

خلال القرن الأول الميلادي، كانت اليهودية دينا معترف به بحسب القانون الروماني، وكان له وضعية خاصة إذ سمح لهم بعدم القيام بالشعائر الوثنية الرومانية. بينما لم تعترف الدولة الرومانية بالدين المسيحي كدين منفصل، بل كمذهب يهودي، حتى سنة 313م بعد صدور مرسوم ميلانو. يعتقد المؤرخون أن بوادر اعتماد المسيحية كدين منفصل عام 98 عندما أصدر الإمبراطور نيرفا قرارا سمح للمسيحيين بعدم دفع الضريبة للوكالة اليهودية، وبالتالي، اعتبر مذهبا يهوديا كهنوتيا مستقلا بذاته. إلا أن هذا الأمر فتح باب الاضطهاد ضد المسيحيين لرفضهم عبادة ألهة الدولة الرومانية.
المسيحيون اليهود هم أول من اتبعوا المسيح وكانوا من اتباع المجتمع اليهودي في القرن الأول الميلادي وكان مقرها أرشليم وكان يقود هذه الحركة يعقوب البار. وكانوا يمارسون الطقوس والعادات اليهودية مع تبشيرهم بالمسيحية كمذهب يهودي جديد. كما كانوا يقبلون تمسيح العوام الغير يهود على مباديء شرائع نوح السبع (بحسب ما ذكر في أعمال الرسل الإصحاحين 15 و21).
أخذت الهوة تتسع تدريجيا بين المسيحيين واليهود. ومن أهم الأحداث التي ساهمت بشكل مباشر في التباعد:
- مجمع يمنية اليهودي المنعقد عام 85م والذي أدان كل من اعتبر أن المسيح أتى إلى العالم.
- ادانة اليهود للهراطقة وبخاصة المذهب المسيحي بين عامي 70 و135م.
- منع الآباء المسيحيون أتباعهم من إقامة الصلاة في المكنس اليهودي.
- وكانت النهاية التامة للمسيحية اليهودية في القرن الخامس عندما فرضت المسيحية العوامية (أي أتباع من أصول غير يهودية) في فرض شعائرهم وقيمهم بدلا من الشعائر اليهودية.

## فترة ما بعد الرسل
بالرغم من أهميتها، لا يوجد دراسات مستفيضة حول مسيحية القرنين الثاني والثالث الميلادية مقارنة بدراسات الفترات الأخرى. مثلا، لا يتعدى مجمل مجلدات كل كتب الفترة (التي هي كتب الرسل الأوائل، كتب الدوافع، أعمال كلمنتوس، كتب إيرينيوس، والأناجيل المنتحلة) الثماني مجلدات، بينما يصل مجمل مجلدات الأعمال الما بعد النيقية إلى 28 مجلدا (التي هي أعمال ثلاث قديسين فقط هم: أغسطين، يوحنا فم الذهب وجيروم).
تميز القرن الأول بنوع من التجانس متمثلا بالتمحور حول تحركات كنيسة بطرس الرسول والهوية اليهودية والدعوة المهدوية المسيحية. بينما ظهر انشقاق كبير في القرنين الثاني والثالث عن الأصول المسيحيى الأساسية. فكان هناك رقض لليهودية المتجددة التي ظهرت في نهاية القرن الثاني مع ظهور العديد من أعمال مناهضة اليهودية الأدبية.

## انتشار المسيحية المبكرة
الأزرق الغامق: حتى سنة 325

إنتشار الديانة المسيحية المبكرة. الأزرق الغامق: حتى سنة 325الأزرق الفاتح: حتى سنة 600م

انتشرت المسيحية المبكرة من مدينة إلى أخرى في عالم الإمبراطورية الرومانية وخارجها في أفريقيا الشرقية وجنوب أسيا. لقد سافر الرسل إلى أماكن بعيدة وبكثرة وكانوا يؤسسون المجتمعات المسيحية في المدن الكبيرة والتجمعات الريفية. كما أسس الرسل الأوائل الكنائس الأساسيةأ ما يعرف بالكنائس الرسولية، بمساعدة الجنود المسيحيون والتجار والمبشرون في شمالي أفريقيا وأسيا الصغرى وأرمينيا والعربية واليونان وأماكن أخرى. وبنهاية عام 100م، وصل عدد الكنائس إلى 40  في أماكن مختلفة من أسيا الوسطى مثل كنائس آسيا السبع. وبنهاية القرن الأول، وصلت المسيحية إلى إيطاليا واليونان والهند. وتعتبر أرمينيا أول دولة مسيحية عندما اعتمد ملوكها المسيحية كدين للدولة عام 301م. وبالرغم من أعمال الاضطهاد، تابع انتشار المسيحية في جميع الدول حول حوض البحر الأبيض المتوسط.
لا يوجد دراسات جدية حول سبب انتشار الدين المسيحي بهذه السرعة. هناك من يقول أن سبب انتشاره هو كلمة الحق التي تنشرها. كما رد ستارك سرعة الانتشار إلى الحاجة لرفع مستوى حياة المجتمعات التي وعد الدين بها. ومن بعض الأسباب الأخرى هو تلاقي فكرة القيامة من الموت مع المعتقدات الإغريقية التي تعتبر أن الحياة الأبدية هي نتيجة الحفاظ على الجسد التي لها إرشادات تطبيقية تدل على حصولها عند نهاية الزمن.

## للإستزادة
- مراكز المسيحية المبكرة
- المسيحية واليهودية
- نظرية خرافة المسيح
- الهلنستية اليهودية
- تاريخ المسيحية
- إضطهاد المسيحيين في العهد الجديد